# Lijst van beschermd erfgoed in Tellin
Onderstaande tabel geeft een overzicht van de beschermde erfgoederen in de gemeente Tellin. Het beschermd erfgoed maakt deel uit van het cultureel erfgoed in België.
| Object | Bouwjaar/architect | Deelgemeente | Adres                     | Coördinaten                  | Nummer?                | Afbeelding                |
| --- | ------------------ | ------------ | ------------------------- | ---------------------------- | ---------------------- | ------------------------- |
| "Spaans huis" |                    | Grupont      | rue Général Baron Jacques | 50° 5' 32" NB, 5° 16' 43" OL | 84068-CLT-0002-01 Info | "Spaans huis"             |
| Kerk Saint Lambert te Bure |                    | Bure         |                           | 50° 5' 20" NB, 5° 15' 33" OL | 84068-CLT-0003-01 Info |                           |
| De gevels en daken van de pastorie van Saint-Lambert te Bure - de kloostermuur van de pastorietuin - de muur van het niet meer gebruikte kerkhof en het ensemble gevormd door oude in onbruik geraakte begraafplaats, de kerk van Saint-Lambert, de pastorie, zijn tuin en agrarische constructie in de laatstgenoemde. |                    | Bure         |                           | 50° 5' 19" NB, 5° 15' 34" OL | 84068-CLT-0004-01 Info |                           |
| Graslanden en heidevelden van de "Tienne Moseray", te Resteigne |                    | Resteigne    |                           | 50° 5' 57" NB, 5° 10' 13" OL | 84068-CLT-0006-01 Info |                           |
| Kasteel Resteigne |                    | Resteigne    |                           | 50° 5' 25" NB, 5° 10' 30" OL | 84068-CLT-0009-01 Info | Kasteel Resteigne         |
| Kruisweg, rue des Croisettes 91 te Grupont |                    | Grupont      | Rue des Croisettes        | 50° 5' 22" NB, 5° 16' 54" OL | 84068-CLT-0010-01 Info |                           |
| Klokkengieterij te Tellin |                    | Tellin       |                           | 50° 4' 47" NB, 5° 13' 1" OL  | 84068-CLT-0011-01 Info | Klokkengieterij te Tellin |